# Simaetha knowlesi
Simaetha knowlesi är en spindelart som beskrevs av Zabka 1994. Simaetha knowlesi ingår i släktet Simaetha och familjen hoppspindlar. Inga underarter finns listade i Catalogue of Life.